# Jelena Kuljić
Jelena Kuljić (serbisch-kyrillisch Јелена Куљић; * 1976 in Zrenjanin, Jugoslawien) ist eine serbische Jazzsängerin und Schauspielerin.

## Werdegang
Kuljić trat ab 1995 als Solo-Künstlerin und als Sängerin verschiedener Bands auf. 2003 zog sie nach Deutschland, um Jazzgesang am Jazz-Institut Berlin zu studieren. Als Yelena Kuljic veröffentlichte sie zunächst die Alben Y Move (minor music, 2006) und Yelena K & The Love Trio (Double Moon Records, 2010). Sie war auch auf Marc Sinans und Julia Hülsmanns Album Fasıl (ECM, 2009), dem Album Bum Bum des Andromeda Mega Express Orchestra, Paul Brodys Hinter allen Worten und bei den Killing Popes zu hören. In der Formation KUU! spielt sie mit Kalle Kalima, Frank Möbus und Christian Lillinger. Mit Z-Country Paradise tritt Kuljić mit Frank Gratkowski, Kalle Kalima, Oliver Potratz und Christian Marien auf.
Ab 2005 wirkte sie in zahlreichen Musiktheater-Produktionen unter der Regie von David Marton mit, u. a. in Fairy Queen oder hätte ich Glenn Gould nicht kennen gelernt (nach Henry Purcell, 2005), an der Volksbühne Berlin in Wozzeck  von Alban Berg (2007), am Hamburger Thalia Theater in Die Krönung der Poppea nach Claudio Monteverdi (2009), am Schauspiel Hannover in Lulu nach Frank Wedekind/Alban Berg (2010) und an der Schaubühne am Halleschen Ufer in Das wohltemperierte Klavier (Musiktheater nach Johann Sebastian Bach unter Verwendung des Romans Melancholie des Widerstands von László Krasznahorkai, 2012). Des Weiteren war Kuljić am Wiener Burgtheater, am Staatsschauspiel Dresden und am Maxim-Gorki-Theater Berlin zu sehen. 
Seit der Spielzeit 2015/2016 ist sie festes Ensemblemitglied der Münchner Kammerspiele unter der Intendanz von Matthias Lilienthal. 2023 hatte sie eine Nebenrolle in dem Münchner Tatort: Königinnen.

## Diskographische Hinweise
- y move (Minor Music 2006, mit Andreas Schmidt, Anne Lieberwirth, Rainer Winch)
- Fasil (ECM 2009, mit Julia Hülsmann, Marc Sinan, Lena Thies, Marc Muellbauer, Heinrich Köbberling)
- Yelena K & The Love Trio (Double Moon Records 2010, mit Kristian Kowatsch, Gary Hoopengardner, Jan Roth)
- KUU! Sex gegen Essen (shoebillmusic 2013, mit Kalle Kalima, Frank Möbus, Christian Lillinger)
- Z-Country Paradise (Z-Paradise Records 2015, mit Frank Gratkowski, Kalle Kalima, Oliver Potratz, Christian Marien)
- KUU! Lampedusa Lullaby (ACT 2018, mit Kalle Kalima, Frank Möbus, Christian Lillinger)
- Z-Country Paradise: Live in Lisbon (Leo Records 2018)
- KUU! Artificial Sheep (ACT 2021, mit Kalle Kalima, Frank Möbus, Christian Lillinger)
- The Killing Popes Ego Kills (Shhpuma 2021, mit Oli Steidle, Dan Nicholls, Phillip Gropper, Frank Möbus, Phil Donkin, Natalie Sandtorv)